# Route 66 (nummer)

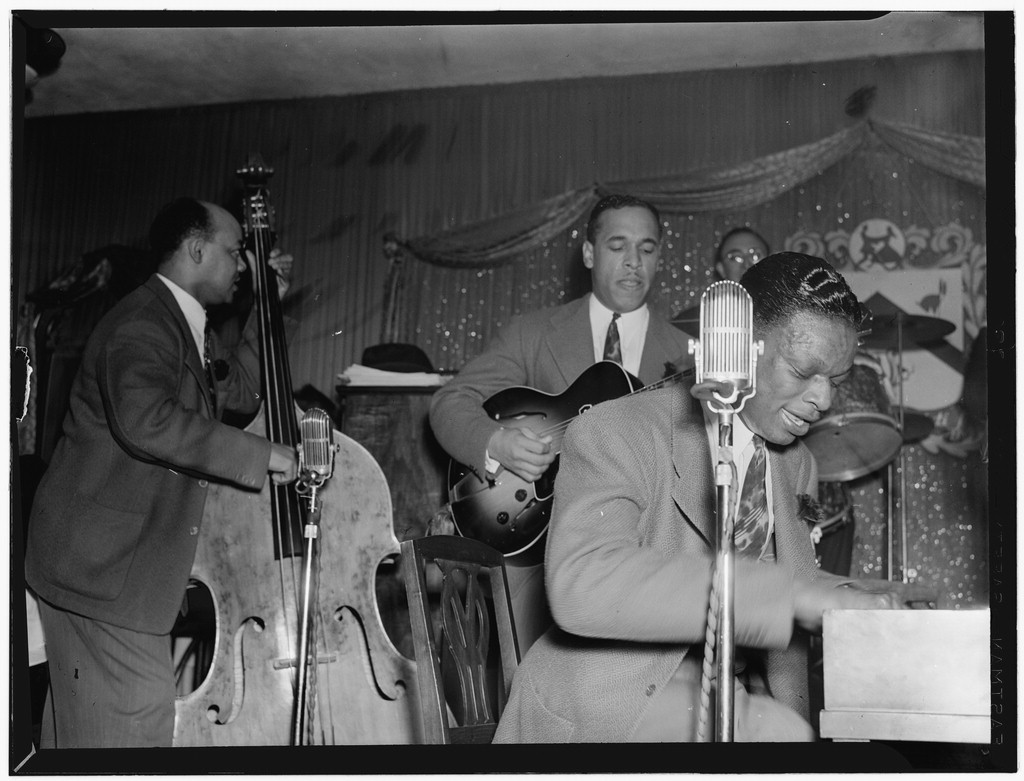
Het King Cole Trio ca. juli 1946

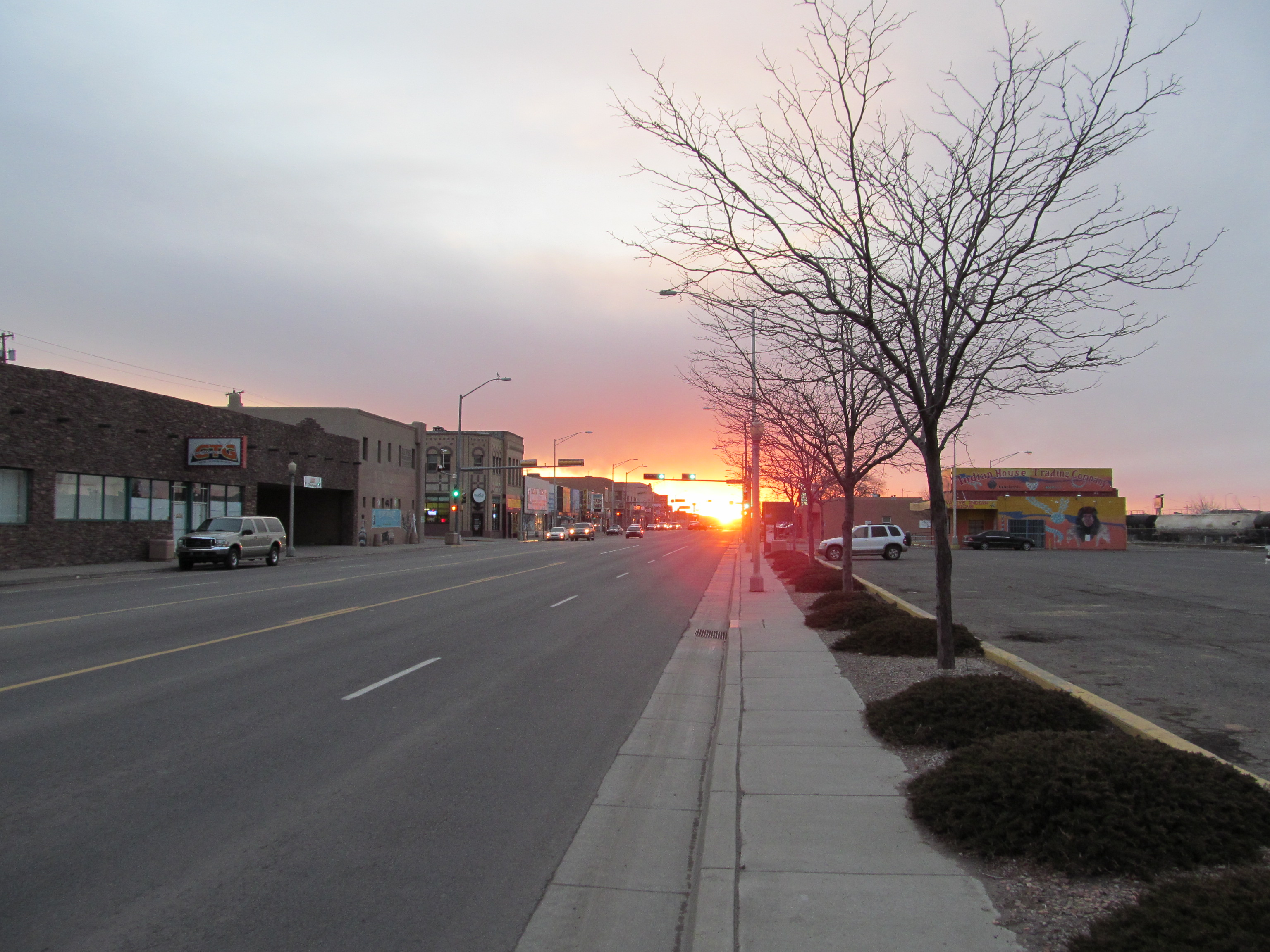
Route 66 westwaarts in Gallup, New Mexico in 2012

(Get Your Kicks On) Route 66, kortweg Route 66, is een nummer geschreven door Bobby Troup in 1946. Het nummer gaat, vanzelfsprekend, over Route 66, een Amerikaanse autosnelweg (U.S. Route) die Chicago en Los Angeles verbond (3940 km). Zelf nam hij dit nummer pas in 1956 op.
Het idee ontstond tijdens de tiendaagse tocht die Bobby met zijn toenmalige vrouw Cynthia maakte van Pennsylvania naar Californië, waar hij in Hollywood als songwriter aan de slag wilde gaan. Hun reis ging aanvankelijk over U.S. Route 40, die van Atlantic City, New Jersey tot Park City, Utah loopt, en hij wilde daarover een lied schrijven, maar zijn vrouw bedacht de titel Get Your Kicks on Route 66.
Het nummer was nog onaf toen Nat King Cole begin 1946 in Los Angeles Bobby Troup ontmoette en er zo van onder de indruk was dat hij Bobby verzocht het nummer af te maken, waarna hij het als eerste op 16 maart opnam. 
Van het nummer werden zeer veel coverversies gemaakt. Datzelfde jaar gebeurde dat al door Buddy Rich, Bing Crosby met The Andrews Sisters en door Georgie Auld.
De bekendste versie is die van Chuck Berry uit 1961. Berry's versie trok de aandacht van The Rolling Stones, die het nummer in 1964 coverden. Het staat op hun debuutalbum The Rolling Stones en in een live-uitvoering op de ep Got live if you want it!.
De tekst van het liedje bevat een opsomming van plaatsen langsheen Route 66:
- St. Louis (Missouri)
- Joplin (Missouri)
- Oklahoma City (Oklahoma)
- Amarillo (Texas)
- Gallup (New Mexico)
- Flagstaff (Arizona)
- Winona (Arizona)
- Kingman (Arizona)
- Barstow (Californië)
- San Bernardino (Californië)

Hierin is Winona (Arizona) een kleine nederzetting niet ver van Flagstaff, die Bobby Troup gebruikte omdat hij een rijm nodig had op "Flagstaff, Arizona": dat werd "Don't forget Winona". Winona komt in het liedje na Flagstaff maar het ligt vóór Flagstaff op de route van Chicago naar L.A. De andere plaatsen staan wel in de juiste volgorde.
The Manhattan Transfer behaalde in 1983 een Grammy Award met hun versie, in de categorie Beste jazz-zangvertolking, duo of groep. Deze uitvoering werd ook gebruikt in Burt Reynolds' film Sharky's Machine (1981). 
Billy Bragg maakte in 1985 een versie ("A13, Trunk Road to the Sea") die de Britse A 13 als onderwerp heeft en waarbij de Amerikaanse plaatsnamen door Britse vervangen worden, de rit gaat van Londen naar Shoeburyness. 
In de film Cars van Disney/Pixar uit 2006, waarin Route 66 een belangrijke rol speelt, wordt de versie van Chuck Berry gebruikt, maar ook een nieuwe versie uit 2006 van John Mayer. Deze versie was in 2007 genomineerd voor de Grammy Award Best Solo Rock Vocal Performance.
Andere bekende coverversies van het oorspronkelijke nummer waren die van Them (1965), Depeche Mode (1987), Michael Martin Murphey (1990), Nats dochter Natalie Cole (1991) en Herman Brood (1999).

## NPO Radio 2 Top 2000
| Nummer met noteringen in de NPO Radio 2 Top 2000  | '03  | '04  | '05  | '06  | '07  | '08  | '09  | '10  |
| ------------------------------------------------- | ---- | ---- | ---- | ---- | ---- | ---- | ---- | ---- |
| (Get Your Kicks on) Route 66 (The Rolling Stones) | 1419 | 1255 | 1478 | 1381 | 1524 | 1518 | 1988 | 1842 |

1. ↑  Een vetgedrukt getal geeft de hoogste notering aan.
2. ↑  2003 was het eerste jaar met een notering voor dit nummer.
3. ↑  Deze tabel is bijgewerkt tot en met de laatste editie (2024).